# Anatonochilus platycephalus
Anatonochilus platycephalus är en skalbaggsart som beskrevs av Karl Henrik Boheman 1857. Anatonochilus platycephalus ingår i släktet Anatonochilus och familjen Cetoniidae. Inga underarter finns listade i Catalogue of Life.